# Nícolas Sessler
Nícolas Mariotto Sessler (29 de abril de 1994) es un ciclista brasileño que compite con el equipo Victoria Sports Pro Cycling Team.
Destacó como amateur ganando la Vuelta a Lérida en 2017, así como la Vuelta a la Provincia de Valencia. Debutó como profesional con el equipo Burgos-BH en 2018 aunque ya había sido stagiaire con el conjunto Israel Cycling Academy.

## Palmarés
2024
- Tour de Salalah, más 1 etapa

## Resultados enCampeonatos del Mundo
| Carrera         | Carrera         | 2018 | 2019 | 2020 | 2021 | 2022 | 2023 | 2024 |
| --------------- | --------------- | ---- | ---- | ---- | ---- | ---- | ---- | ---- |
| Mundial en Ruta | Mundial en Ruta | Ab.  | —    | —    | —    | Ab.  | Ab.  | —    |

—: no participa

Ab.: abandono

## Equipos
- Israel Cycling Academy stagiaire (08.2017-12.2017)
- Burgos-BH (2018-2020)
- Global 6 Cycling (2021-2023)
- Victoria Sports Pro Cycling Team (2024-)